# Каракум (Жетысуская область)
Каракум (каз. Қарақұм) — село в Каратальском районе Жетысуской области Казахстана. Входит в состав Кызылбалыкского сельского округа. Код КАТО — 195045200.

## Население
В 1999 году население села составляло 472 человека (256 мужчин и 216 женщин). По данным переписи 2009 года, в селе проживало 498 человек (256 мужчин и 242 женщины).